# Pro Grigioni Italiano
La Pro Grigioni Italiano (Pgi) è un'associazione fondata nel 1918 a Coira, nel Canton Grigioni, con lo scopo di accrescere la solidarietà tra le regioni grigioni di lingua italiana (Val Poschiavo, Bregaglia, Mesolcina, Calanca e il centro abitato di Bivio) e tra tutti gli italofoni del Cantone in difesa della propria lingua e dell'identità culturale ad essa legata. La sede principale dell'associazione si trova a Coira, mentre centri regionali sono presenti a Poschiavo, Castasegna, Roveredo e Coira stessa.
La Pro Grigioni Italiano promuove la lingua e la cultura italiana nel Grigioni italiano, nel Cantone dei Grigioni, nella Svizzera italiana e nell'intera Svizzera. Opera grazie al sostegno della Confederazione e del Cantone dei Grigioni.
Il Grigioni italiano si estende per 1 061,51 km² su 7 105,20 km² e conta circa 15 000 abitanti su circa 196 000, che corrispondono rispettivamente al 15% del territorio dei Grigioni e all'8% della popolazione cantonale. A questi si devono aggiungere circa 10 000 altri abitanti di lingua italiana in tutto il Cantone; nel complesso gli italofoni grigioni sono dunque circa 25 000, ovvero il 12,7% della popolazione.
La Pro Grigioni Italiano ha sei sezioni nei Grigioni:
- Pgi Bregaglia, con sede a Castasegna;
- Pgi Valposchiavo, con sede a Poschiavo;
- Pgi Moesano, con sede a Roveredo;
- Pgi Engadina, con sede a St. Moritz;
- Pgi Coira, con sede a Coira, presso gli uffici della Sede centrale;
- Pgi Davos;

e cinque nel resto della Svizzera:
- Pgi Berna (Svizzera centrale);
- Pgi Lugano (Ticino meridionale);
- Pgi Sopraceneri (Ticino settentrionale);
- Pgi Zurigo (Svizzera orientale).

## Il consiglio direttivo (legislatura 2016 - 2019)
- Franco Milani (St. Moritz), presidente
- Stefano Peduzzi (Coira / Cama), vicepresidente e caposettore Informazione e media
- Claudio Losa (Coira / Roveredo), caposettore Istruzione e arte
- Alberto Maraffio (Coira / Bregaglia), caposettore Ricerche
- Giancarlo Sala (Coira / Poschiavo), caposettore Letteratura

## Presidenti
- Arnoldo Marcelliano Zendralli (1918–1958)
- Rinaldo Boldini (1958–1967)
- Riccardo Tognina (1967–1975)
- Guido Keller (1975–1981)
- Massimo Lardi (ad interim) 	(1981–1982)
- Guido Crameri (1982–1991)
- Massimo Lardi (ad interim) (1991–1992)
- Adriano Ferrari (1992–1997)
- Fabrizio Keller (1998–2005)
- Sacha Zala (2006–2013)
- Paola Gianoli (2014-2017)
- Franco Milani (dal 2018)